# Flüssigtreibstoff
Als Flüssigtreibstoff werden flüssige Treibstoffe, meist Kohlenwasserstoffe, bezeichnet, die in Verbrennungsmotoren und Turbinen sowie in Raketentriebwerken verwendet werden.
Wenn der Oxydator ein Gas wie Sauerstoff ist, das unter Druck und Kälte flüssig wird und in Tanks mitgeführt wird, so bezeichnet man dieses ebenfalls als Flüssigtreibstoff. So kommen bei heutigen Trägerraketen häufig flüssiger Sauerstoff und Wasserstoff zum Einsatz. Auch die erste ballistische Rakete, die deutsche A4 von 1940, wurde mit Ethanol und flüssigem Sauerstoff betrieben.
In der heutigen Zeit wird nach neuen, regenerativen Flüssigtreibstoffen für Fahrzeuge geforscht, da sich die Erdölreserven zunehmend erschöpfen.
Verbreitete Alternativtreibstoffe:
- Pflanzenöl
- Biodiesel
- Alkohole (Methanol, Ethanol)
- synthetisches Öl